# Brunettia microps
Brunettia microps és una espècie d'insecte dípter pertanyent a la família dels psicòdids que es troba a Indonèsia: és un endemisme de Papua Occidental.